# 그레천 코벳
그레천 코벳(Gretchen Corbett, 1945년 8월 13일 ~ )은 미국의 배우이다.
포틀랜드에서 태어났다.

## 출연 작품
- 벅스빌 (2010년)
- 위다웃 에비던스 (1995년) - 메리 역
- 도우터 (1993년)
- 최종 판결 (1991년)
- North Beach and Rawhide (1985)
- 코브라의 공포 (1981년)
- 쉬즈 드레스트 투 킬 (1979년)
- 저 하늘에도 태양이 2 (1978년)
- 사랑의 화원 (1976년)
- 더 케이 (1974년)
- 레츠 스케어 제시카 투 데스 (1971년)
- 아웃 오브 잇 (1969년) - 바바라 역

### 텔레비전
- 코작 (1973)
- 아이언사이드 (1974)
- 닥터 웰비 (1974-76)
- 119 구조대 (1975-76)
- 매그넘 P.I. (1981-83)
- 4차원 (1985, Otherworld)